# Thomas Mulcair
Thomas Joseph Mulcair, detto Tom (Ottawa, 24 ottobre 1954) è un politico canadese, leader del Nuovo Partito Democratico dal 24 marzo 2012 al 1 ottobre 2017. Gli è succeduto Jagmeet Singh.
Nel 2012 è stato eletto leader del partito, e quindi dell'opposizione ufficiale, in seguito alla scomparsa del predecessore Jack Layton. La sua dirigenza del partito ha confermato la direzione ideologica di Layton, continuando lo spostamento dalla socialdemocrazia verso il  centro. In particolare Mulcair ha guidato la revisione della costituzione dell'NPD che ha rimosso i riferimenti al socialismo.
Ha guidato il partito alle elezioni del 2015, in cui ha perso oltre metà dei seggi ed è sceso al terzo posto, perdendo il ruolo di opposizione ufficiale. Nell'anno successivo un voto interno al partito ha concluso la sua guida, facendo scattare quindi nuove elezioni primarie, poi vinte nel 2017 da Singh.
In vista delle elezioni del 2025 Mulcair si è espresso a favore dei Partito Liberale.